# محافظة فورموزا
محافظة فورموزا هي إحدى محافظات الأرجنتين تنقسم إلى 9 مقاطعات صغيرة يطلق عليها اسم حزب، عاصمتها مدينة فورموزا.

## روابط إضافية
- Provincial government (Spanish)
- One-page info: enconomic info, with a map (can be enlarged)
- Tourist Office نسخة محفوظة 26 نوفمبر 2005 على موقع واي باك مشين. (Spanish)
- Encyclopedia Libre article نسخة محفوظة 9 ديسمبر 2012 at Archive.is (Spanish only)
- Provincial portal (Spanish only)